# Josep Molé i Gelabert
Josep Molé i Gelabert (Mataró, 17 de maig de 1878 - 1926) és el compositor català de música dels primers Pastorets de la Sala de Cabanyes de l'any 1916. Molé ha passat a la història per la seva dedicació a l'Orfeó de Mataró. Va fer una trajectòria musical molt llarga i es va vincular molt amb el Círcol Catòlic.
Gelabert va néixer en una família menestral. Es va formar com a capellà al Seminari Conciliar de Barcelona. Posteriorment, va ser ordenat sacerdot i va obtenir la residència a Mataró l'any 1904. L'any 1910 es van convocar oposicions per a mestre de capella a Santa Maria de Mataró. Molé, no obstant, no es va presentar i no se saben els motius. El mestre de capella va acabar sent Mn. Joan Fargas i Heras. Molé va ser director de l'Orfeó Mataroní durant vint anys (1906-1926), mestre de capella de la parròquia de Sant Joan i Sant Josep, soci fundador i president dues vegades de la mutualitat Nueva Herencia Mataronesa, membre de la Junta del Círcol Catòlic d'Obrers, director local de la Congregació d'oblats seglars benedictins, sacerdot encarregat de l'Asil de les Germanetes dels Pobres (Fundació Cabanellas), copista de nombroses obres manuscrites i compositor, com a mínim, de tretze obres inventariades que es conserven al Museu Arxiu.
Actualment, no hi ha cap creació de Molé que pervisqui d'abans del 1916. Dels anys posteriors a 1916, es conserven una quantitat mínima de particel·les, cosa que indica que la música per als números dels Pastorets anava canviant. Almenys fins al 1926, els Pastorets no tenien un model fix de música. Sempre buscaven música nova, innovadora, millor que l'anterior i diversa. Els directors i compositors posterior a Molé, van introduir als números peces que havia compost Miquel Ferrer i passatges de música tradicional i popular per a enriquir la música.

## Obra
- Meditació per a 1 v i Org "Yo ¿para que nací...?"[1]
- Villancet per a 2 v i Org "A Belen pastores debemos marchar..."[1]
- L"Estel de Nazareth". Vegeu anàlisi musical d'aquesta a les citacions.